# ウェルシュナショナル
ウェルシュナショナル(Welsh National)は毎年12月末にイギリスのチェプストウ競馬場で行われる競馬の競走である。本競走はハンデキャップで行われ、距離は3マイル6½ハロン（約6154メートル）、障害数は22、格付けはPrH（プレミアハンデキャップ）である。
ウェールズにおけるグランドナショナルであり、創設は1895年である。同様にスコットランドにもスコティッシュグランドナショナルという競走が存在する。1939年まではイーリー競馬場で行われていたが、同競馬場の閉鎖により1949年よりチェプストウ競馬場で施行されている。4月のグランドナショナルを目指す馬が多く出走しており、近年では1997年の勝ち馬アースサミット、同じく2004年のシルバーバーチが後にグランドナショナルに優勝している。また2003年には2002年にグランドナショナルを制したビンダリーが勝利した。

## 近年の優勝馬
- 2000 Jocks Cross
- 2001 Supreme Glory
- 2002 Mini Sensation
- 2003 Bindaree
- 2004 Silver Birch
- 2005 L'Aventure
- 2006 Halcon Genelardais
- 2007 Miko de Beauchene
- 2008 Notre Pere
- 2009 Dream Alliance
- 2010 Synchronised
- 2011 Le Beau Bai
- 2012 Monbeg Dude
- 2013 Mountainous
- 2014 Emperor's Choice[1]
- 2015 Mountainous[2]
- 2016 Native River[3]
- 2017 Raz De Maree[4]
- 2018 Elegant Escape[5]
- 2019 Potters Corner [6]
- 2020 Secret Reprieve [7]
- 2021 Iwilldoit
- 2022 The Two Amigos[8]
- 2023 Nassalam[9]
- 2024 Val Dancer[10]